# پایگاه هوایی اتاین-رووورس
پایگاه هوایی اتاین-رووورس (به انگلیسی: Étain-Rouvres Air Base) یک فرودگاه است. این فرودگاه در کشور فرانسه قرار دارد.